# Ali Belhadj
Ali Belhadj, lub Benhadj; (arab.علي بن الحاج\بلحاج), ur. 1956 w Tunisie – algierski polityk, wiceprzewodniczący fundamentalistyczno-populistycznej partii Islamskiego Frontu Ocalenia (Islamic Salvation Front, FIS) w Algierii.
Urodził się w Tunisie, w Tunezji, ale jego rodzice byli Algierczykami z pochodzenia. Był nauczycielem w szkole średniej oraz imamem. W 1989 roku, wraz z Abbassim Madanim założyli Islamski Front Ocalenia (Islamic Salvation Front, FIS), islamistyczną partię polityczną. Przewodniczącym partii został bardziej umiarkowany Abbassi Madani, a Ali Belhadj - jego zastępcą.
W 1991 roku, w pierwszej rundzie wyborów parlamentarnych, Islamski Front Ocalenia uzyskał liczbę głosów, wskazującą, że może przejąć władzę. Aby do tego nie dopuścić, algierka armia wprowadziła stan wojenny  przed drugą rundą wyborów oraz aresztowała przywódców IFS, w tym Madaniego i Benhadja. Ali Belhadj przebywał w więzieniu do 1994 roku, potem zamieniono je na areszt domowy.
Ali Belhadj został zwolniony z aresztu w 2003 roku, rok później został ponownie uwięziony za wygłaszanie oświadczeń popierających powstanie w Iraku. Był również na krótko aresztowany w 2011 roku, za udział w antyrządowych protestach.
Syn Alego Belhadja, Abdelkahar Belhadj, związał się z Al-Ka’idą Islamskiego Maghrebu (Al-Qaida in the Islamic Maghreb, AQIM). 25 lipca 2011 roku, gdy miał 23 lata, został zastrzelony przez algierskich żołnierzy na punkcie kontrolnym. Abdelkahar Belhadj wraz z dwoma innymi bojownikami miał jechał ciężarówką wyładowaną materiałami wybuchowymi w stronę Algieru, po zatrzymaniu przez żołnierzy zdetonowali swoje wybuchowe pasy.